# 1965-ös Le Mans-i 24 órás verseny
A 33. Le Mans-i 24 órás versenyt 1965. június 19. és június 20. között rendezték meg.

## Végeredmény
|    | Kategória | #  | Csapat                            | Versenyzők                           | Modell                       | Motor               | Körök |
| -- | --------- | -- | --------------------------------- | ------------------------------------ | ---------------------------- | ------------------- | ----- |
| 1  | P 5.0     | 21 | North American Racing Team (NART) | Masten Gregory Jochen Rindt Ed Hugus | Ferrari 250LM                | Ferrari 3.3L V12    | 348   |
| 2  | P 5.0     | 26 | Pierre Dumay                      | Pierre Dumay Gustave Gosselin        | Ferrari 250LM                | Ferrari 3.3L V12    | 343   |
| 3  | GT 5.0    | 24 | Ecurie Francorchamps              | Willy Mairesse Jean Blaton           | Ferrari 275 GTB              | Ferrari 3.3L V12    | 340   |
| 4  | P 2.0     | 32 | Porsche System Engineering        | Herbert Linge Peter Nöcker           | Porsche 904/6                | Porsche 2.0L Flat-6 | 336   |
| 5  | GT 2.0    | 36 | Porsche System Engineering        | Gerhard Koch Anton Fischhaber        | Porsche 904/4 GTS            | Porsche 2.0L Flat-4 | 325   |
| 6  | P 5.0     | 27 | Scuderia Filipinetti              | Dieter Spoerry Armand Boller         | Ferrari 250LM                | Ferrari 3.3L V12    | 324   |
| 7  | P 5.0     | 18 | North American Racing Team (NART) | Pedro Rodríguez Nino Vaccarella      | Ferrari 365 P1/P2 Spyder     | Ferrari 4.4L V12    | 320   |
| 8  | GT 5.0    | 11 | AC Cars Ltd.                      | Jack Sears Richard Thompson          | Shelby Cobra Daytona         | Ford 4.7L V8        | 304   |
| 9  | P +5.0    | 3  | Iso Prototip Bizzarrini           | Réfis Fraissinet Jean de Mortemart   | Iso Grifo A3C                | Chevrolet 5.4L V8   | 303   |
| 10 | P 2.0     | 31 | Owen Racing Organisation          | Graham Hill Jackie Stewart           | Rover-BRM                    | Rover 2.0L Turbine  | 284   |
| 11 | GT 2.0    | 39 | British Motor Corporation         | Paddy Hopkirk Andrew Hedges          | MG B Hardtop                 | MG 1.8L I4          | 283   |
| 12 | P 1.3     | 49 | Donald Healey Motor Company       | Paul Hawkins John Rhodes             | Austin-Healey Sprite Sebring | BMC 1.3L I4         | 278   |
| 13 | GT 1.3    | 60 | Standard-Triumph Ltd.             | Jean-Jacques Thuner Simo Lampinen    | Triumph Spitfire             | Triumph 1.1L I4     | 274   |
| 14 | GT 1.3    | 54 | Standard-Triumph Ltd.             | Claude Dubois Jean-François Piot     | Triumph Spitfire             | Triumph 1.1L I4     | 263   |

## Nem ért célba
|    | Kategória | #  | Csapat                                         | Versenyzők                              | Modell                       | Motor                   | Körök |
| -- | --------- | -- | ---------------------------------------------- | --------------------------------------- | ---------------------------- | ----------------------- | ----- |
| 15 | P 5.0     | 20 | SpA Ferrari SEFAC                              | Mike Parkes Jean Guichet                | Ferrari 330 P2 Spyder        | Ferrari 4.0L V12        | 315   |
| 16 | P 1.3     | 48 | Donald Healey Motor Company                    | Rauno Aaltonen Clive Baker              | Austin-Healey Sprite Sebring | BMC 1.3L I4             | 256   |
| 17 | P 5.0     | 19 | SpA Ferrari SEFAC                              | John Surtees Ludovico Scarfiotti        | Ferrari 330 P2 Spyder        | Ferrari 4.0L V12        | 225   |
| 18 | GT 2.0    | 37 | Auguste Veuillet                               | Robert Buchet Ben Pon                   | Porsche 904/4 GTS            | Porsche 2.0L Flat-4     | 224   |
| 19 | P 5.0     | 22 | SpA Ferrari SEFAC                              | Lorenzo Bandini Giampiero Biscaldi      | Ferrari 275 P2               | Ferrari 3.3L V12        | 221   |
| 20 | GT 2.0    | 44 | Equipe Grand Ducale Luxembourgeoise            | Nicholas Koob Alain Finkelstein         | Alfa Romeo Giulia TZ/1       | Alfa Romeo 1.6L I4      | 218   |
| 21 | GT 2.0    | 41 | Autodelta SpA                                  | Roberto Bussinello Jean Rolland         | Alfa Romeo Giulia TZ/2       | Alfa Romeo 1.6L I4      | 217   |
| 22 | GT 5.0    | 9  | Shelby-American Inc.                           | Jerry Grant Dan Gurney                  | Shelby Cobra Daytona         | Ford 4.7L V8            | 204   |
| 23 | P 2.0     | 35 | Porsche System Engineering                     | Günther Klass Dieter Glemser            | Porsche 904/6                | Porsche 2.0L Flat-6     | 202   |
| 24 | P 1.3     | 47 | Société Automobiles Alpine                     | Roger Delageneste Jean Vinatier         | Alpine M65                   | Renault-Gordini 1.3L I4 | 196   |
| 25 | GT 1.3    | 55 | Société Automobiles Alpine                     | Jacques Cheinisse Jean-Pierre Hanrioud  | Alpine A110 M64              | Renault-Gordini 1.1L I4 | 196   |
| 26 | P 1.15    | 61 | Société Automobiles Alpine                     | Pierre Monneret Robert Bouharde         | Alpine M63B                  | Renault-Gordini 1.0L I4 | 187   |
| 27 | GT 5.0    | 10 | Shelby-American Inc.                           | Bob Johnson Tom Payne                   | Shelby Cobra Daytona         | Ford 4.7L V8            | 158   |
| 28 | P 1.15    | 51 | Société Automobiles Alpine                     | Roger Masson Guy Verrier                | Alpine M64                   | Renault-Gordini 1.1L I4 | 148   |
| 29 | P 5.0     | 25 | Ecurie Francorchamps                           | Gerhard Langlois van Ophem Leon Dernier | Ferrari 250LM                | Ferrari 3.3L V12        | 146   |
| 30 | GT 2.0    | 38 | "Franc"                                        | Jacques Dewez Jean Kerguen              | Porsche 904/4 GTS            | Porsche 2.0L Flat-4     | 130   |
| 31 | GT 5.0    | 59 | Scuderia Filipinetti                           | Peter Harper Peter Sutcliffe            | Shelby Cobra Daytona         | Ford 4.7L V8            | 126   |
| 32 | P 1.15    | 50 | Société Automobiles Alpine                     | Philippe Vidal Peter Revson             | Alpine M64                   | Renault-Gordini 1.1L I4 | 116   |
| 33 | GT 5.0    | 12 | Ford France S.A.                               | Jo Schlesser Allen Grant                | Shelby Cobra Daytona         | Ford 4.7L V8            | 111   |
| 34 | P 5.0     | 17 | Maranello Concessionaires Ltd.                 | David Piper Jo Bonnier                  | Ferrari 365 P2               | Ferrari 4.4L V12        | 101   |
| 35 | P 5.0     | 23 | Maranello Concessionaires Ltd.                 | Lucien Bianchi Michael Salmon           | Ferrari 250LM                | Ferrari 3.3L V12        | 99    |
| 36 | P +5.0    | 2  | Shelby-American Inc.                           | Phil Hill Chris Amon                    | Ford GT40 Mk.II              | Ford 7.0L V8            | 89    |
| 37 | GT 5.0    | 14 | Ford Advanced Vehicles / Alan Mann             | Sir John Whitmore Innes Ireland         | Ford GT40 Mk.I               | Ford 4.7L V8            | 72    |
| 38 | GT 1.3    | 52 | Standard Triumph Ltd.                          | David Hobbs Rob Slotemaker              | Triumph Spitfire             | Triumph 1.1L I4         | 71    |
| 39 | P +5.0    | 1  | Shelby-American Inc.                           | Ken Miles Bruce McLaren                 | Ford GT40 Mk.II              | Ford 7.0L V8            | 45    |
| 40 | P 1.3     | 46 | Société Automobiles Alpine                     | Marco Bianchi Henri Grandsire           | Alpine M65                   | Renault-Gordini 1.3L I4 | 32    |
| 41 | P +5.0    | 6  | Scuderia Filipinetti Shelby-American Inc.      | Herbert Müller Ronnie Bucknum           | Ford GT40 Mk.I               | Ford 5.3L V8            | 29    |
| 42 | P 5.0     | 7  | R.R.C. Walker Racing Team Shelby-American Inc. | Bob Bondurant Umberto Maglioli          | Ford GT40 Mk.I               | Ford 4.7L V8            | 29    |
| 43 | P 2.0     | 30 | Anglian Racing Developments                    | Richard Wrottesley Tony Lanfranchi      | Elva GT160                   | BMW 2.0L I4             | 29    |
| 44 | GT 2.0    | 42 | Autodelta SpA                                  | Giacomo Russi Carlo Zuccoli             | Alfa Romeo Giulia TZ/2       | Alfa Romeo 1.6L I4      | 22    |
| 45 | P 2.0     | 33 | Porsche System Engineering                     | Colin Davis Gerhard Mitter              | Porsche 904/8                | Porsche 2.0L Flat-8     | 20    |
| 46 | GT 2.0    | 62 | Christian Poirot                               | Christian Poirot Rolf Stommelen         | Porsche 904/4 GTS            | Porsche 2.0L Flat-4     | 13    |
| 47 | P 5.0     | 15 | Ford France S.A.                               | Maurice Trintignant Guy Ligier          | Ford GT40 Roadster           | Ford 4.7L V8            | 11    |
| 48 | GT 1.3    | 53 | Standard Triumph Ltd.                          | Peter Bolton William Bradley            | Triumph Spitfire             | Triumph 1.1L I4         | 6     |
| 49 | P +5.0    | 8  | J.H. Simone                                    | Jo Siffert Jochen Neerpasch             | Maserati Tipo 65             | Maserati 5.0L V8        | 3     |
| 50 | P 1.6     | 40 | SpA Dino SEFAC                                 | Giancarlo Baghetti Mario Casoni         | (Ferrari) Dino 166P          | Dino 1.6L V6            | 2     |
| 51 | GT 2.0    | 43 | Autodelta SpA                                  | Teodore Zeccoli José Rosinski           | Alfa Romeo Giulia TZ/2       | Alfa Romeo 1.6L I4      | 1     |